# 氷霧

カナダ・カルガリーでの氷霧。このときの気温はマイナス20℃。

氷霧（こおりぎり、ひょうむ、ice fog）とは霧を構成する水滴が凍り、あるいは空気中の水蒸気が直接昇華して、小さな氷の結晶となって浮かんでいるために視程が妨げられる気象現象である。

## 概要
気象庁では、視程1 km未満となっている状態を氷霧と規定しており、氷霧を予想するとき、予報では霧とする。細氷（ダイヤモンドダスト）は別の現象。
空気中に浮かんでいる水滴は過冷却状態となるため0℃以下でも容易には凍らない。そのため通常は気温が-30℃以下になるような極めて限られた気象条件でしか氷霧は発生しない。
氷霧が発生しているときに太陽が出ていると、氷の結晶が日光を散乱して輝いて見える。
氷霧は氷晶が浮遊する状態をさし、霧に分類される。これに対し、細氷（ダイヤモンドダスト）は氷晶が降る降水現象であり、雪に分類される。氷晶の大きさも、氷霧より細氷のほうが大きい。